# Лидија Бастијанич
Лидија Бастијанич (итал. Lidia Bastianich; Пула, 21. фебруар 1947) је италијанско—америчка куварица, телевизијска водитељка, ауторка и рестораторка. Од 1998. године води разне емисије о италијанској и иаталијанско-америчкој кухињи. Године 2014. је покренула своју награђивану кулинарску емисију Lidia's Kitchen. Са својом породицом је власница неколико ресторана.

## Младост
Лидија Бастијанич рођена је 21. фебруара 1947. у Пули у Истри, када је град био део Италије, пре него што је додељен СФРЈ. Она је ћерка Ерминије и Виториа Матича. Комунистички режим Јосипа Броза Тита у Југославији, приморао је породицу да врати своје презиме у Мотика, а 1956. године побегли су из Истре у Трст у Италију. Године 1958. селе се из Трста у Сједињене Америчке Државе.

## Каријера
Године 1971. Бастијаничи су отворили свој први ресторан, Buonavia, у Квинсу. Углавном су правили италијанску храну, а Лидија је била домаћица. 1972. године почиње самостално кувати јела у ресторану. Отварањем другог ресторана Villa Secondo, Лидија постаје бити примјећивана од стране кувара и критичара.
1990-их је отворила низ ресторана са својом породицом попут Lidia's Kansas City, Lidia's Pittsburgh и Becco. Јавна телевизија јој је 1998. понудила сопствену телевизијску емисију под називом Lidia's Italian Table. Од тада је имала много појављивања на разним телевизијским емисијама попут Lidia's Family Table, Lidia's Italy, Lidia's Italy in America и Lidia's Kitchen.
Била је водитељица специјалне емисије Lidia Celebrates America, која је премјерно приказана 2011. године. У тој емисији Лидија истражује разноликост Америчких нација. Тај специјал је настављен и идућих година под разним називима као Lidia Celebrates America: Weddings – Something Borrowed, Lidia Celebrates America: Holiday Tables and Traditions, Lidia Celebrates America: A Heartland Holiday Feast. За свој серијал је добила бројне награде попут награде Еми и "James Beard Foundation" нагарде. 2014. године је покренула серијал Lidia's Kitchen, за који је била номинирана за Еми нагарду за најбољи кулинарски шоу 2018. године. Сваку своју епизоду завршава са изреком "Tutti a tavola a mangiare!".

## Лични живот
Са Феличеом Феликсом Бастијаничем има двоје деце, Џоа и Тању. Џо Бастијанич је познати кухар, а Тања је постала америчка ауторка. Лидија живи у Дагластауну, покрај Њујорка, са својом мајком Ерминијом.